# Porte Saint-Georges (Lisbonne)
Pour les articles homonymes, voir Porte Saint-Georges.
La Porta de São Jorge est une ancienne porte de ville de Lisbonne, insérée dans la muraille mauresque de la ville. C'est la porte principale du Château Saint-Georges, à Lisbonne.
Après l'avoir traversé, sur le côté gauche, il y a une niche avec une image du saint patron, Saint Georges. C'était là que résidait le corps de garde avant le tremblement de terre de 1755'.